# Bernard Delcampe
Bernard Delcampe (* 12. September 1932 in Mohon, Département Ardennes; † 8. Januar 2013) war ein französischer Fußballspieler. Der Stürmer erreichte mit AS Troyes-Savinienne das Endspiel der Coupe de France. Später war er Trainer in der zweiten Liga und arbeitete als Funktionär bei der Fédération Française de Football.

## Sportlicher Werdegang
Delcampe schloss sich kurz vor seinem 17. Geburtstag Stade Reims an. Unter Trainer Henri Roessler debütierte der Nachwuchsnationalspieler, der mit der französischen Auswahl 1950 beim UEFA-Juniorenturnier in Österreich den zweiten Rang belegte, ein halbes Jahr später in der Division 1 an der Seite von Francis Méano, Albert Batteux, Paul Sinibaldi, Roger Marche und Robert Jonquet. Auch als sein Mitspieler Albert Batteux das Traineramt von Roessler übernahm, wurde er nur sehr sporadisch berücksichtigt, war bei Reims’ Pokalsieg 1950 an keinem einzigen Spiel beteiligt und sah angesichts von nur zwei Punktspieleinsätzen in drei Jahren für sich keine Zukunft bei den Rémois.
Deshalb wechselte Delcampe 1952 gemeinsam mit Antonio Abenoza zur AS Troyes-Savinienne. Mit dem Zweitligisten verpasste er in seiner ersten Spielzeit als Tabellenvierter den Erstligaaufstieg, in der Zweitliga-Spielzeit 1953/54 belegte die Mannschaft hinter Olympique Lyonnais als Tabellenzweiter einen Aufstiegsplatz. Auch in der Coupe de France war er mit ihr erfolgreich, der Offensivspieler erreichte bei den Wettbewerben 1952/53 und 1953/54 das Halbfinale. Gegen FC Nancy respektive OGC Nizza verpasste sie jedoch mit jeweils einem Tor nur knapp den Endspieleinzug. 1955 sportlich abgestiegen, jedoch aufgrund der Lizenzverweigerung für den unsolide wirtschaftenden Aufsteiger Red Star Olympique in der Liga bleibend, musste Delcampes Elf im Folgejahr als Tabellenletzter absteigen. Parallel zog die Mannschaft jedoch ins Pokalendspiel ein, wo er an der Seite von Mannschaftskapitän Pierre Flamion, Fernand De Vlaeminck, dem Dänen Erik Kuld Jensen und dem schwedischen Legionär Åke Hjalmarsson in der Angriffsreihe auflief. Wenige Stunden nach der Finalniederlage gegen UA Sedan-Torcy wurde er in die französische Armee für einen Einsatz im Algerienkrieg einberufen.
Nach einem halben Jahr kehrte Delcampe zurück und heuerte beim FC Limoges an. Mit dem Zweitligaaufsteiger schaffte er den Durchmarsch in die Division 1. Nach dem Wiederabstieg 1961 spielte er noch bis 1965 für den Klub in der zweiten Liga. Anschließend ließ er bei Stade Poitiers im Championnat de France Amateur seine Karriere ausklingen, wo er später als Spielertrainer und – nach dem Ende seiner aktiven Laufbahn – Trainer reüssierte. Zwischen 1970 und 1974 spielte der Verein unter seiner Leitung in der zweithöchsten Spielklasse.
Als Funktionär bei Stade Poitiers empfahl er sich für die Fédération Française de Football. Dort war er Mitglied im Conseil Fédéral und zuständig für die Nachwuchsarbeit. Er wurde mit dem französischen Verdienstorden Ordre national du Mérite ausgezeichnet.